# Кэмпбелл, Кэрролл Эшмор
Кэрролл Эшмор Кэмпбелл-младший (англ. Carroll Ashmore Campbell, Jr.; 24 июля 1940, Гринвилл, Южная Каролина — 7 декабря 2005, Вест-Колумбия, Южная Каролина) — американский политик-республиканец, член Палаты представителей, губернатор Южной Каролины.

## Биография
Он был старшим из шести детей частного предпринимателя Кэрролла Кемпбелла-старшего. Учился в Университете Южной Каролины в Колумбии, но не закончил его из-за финансовых проблем. Работал в качестве брокера по недвижимости, руководил частной компанией. В 1970 −1974 годах был членом Палаты представителей Южной Каролины, в 1974 году безуспешно пытался стать заместителем губернатора штата. В 1976 году был избран членом Сената Южной Каролины. С 1979 года входил в Палату представителей США. В 1980 и 1984 годах возглавлял президентскую кампанию Рональда Рейгана в Южной Каролине, а в 1988 году — Президентскую кампанию Джорджа Буша-старшего на юге США.
В 1987—1995 годах занимал пост губернатора Южной Каролины. В 1989 году координировал штаб штата по ликвидации последствий урагана Хьюго. В 1993—1994 годах возглавлял Национальную ассоциацию губернаторов. После ухода с поста губернатора он пользовались большой популярностью (поддержка достигала 70 %) и планировал снова стать губернатором на выборах в 2002 г., но отказался от этого намерения после диагностирования у него болезни Альцгеймера осенью 2001 г. В 1996 году он был упомянут в числе кандидатов на пост вице-президента США от Республиканской партии в паре с Бобом Доулом (в конечном счете был избран Джек Кемп). В 1996—2001 годах возглавлял американский Совет страховщиков жизни.
Последние месяцы своей жизни провел в центре для людей с болезнью Альцгеймера, где умер от сердечного приступа в декабре 2005 г. Он был женат, имел двух сыновей.